# 武仙座V644
武仙座V644，又名BD+13 3258，HD 152830、SAO 102474、HR 6290，是武仙座的一颗恒星，视星等为6.34，位于銀經32.56，銀緯31.82，其B1900.0坐标为赤經16h 50m 39.5s，赤緯+13° 31.82′ 53″。